# Livet är underbart (film, 1946)

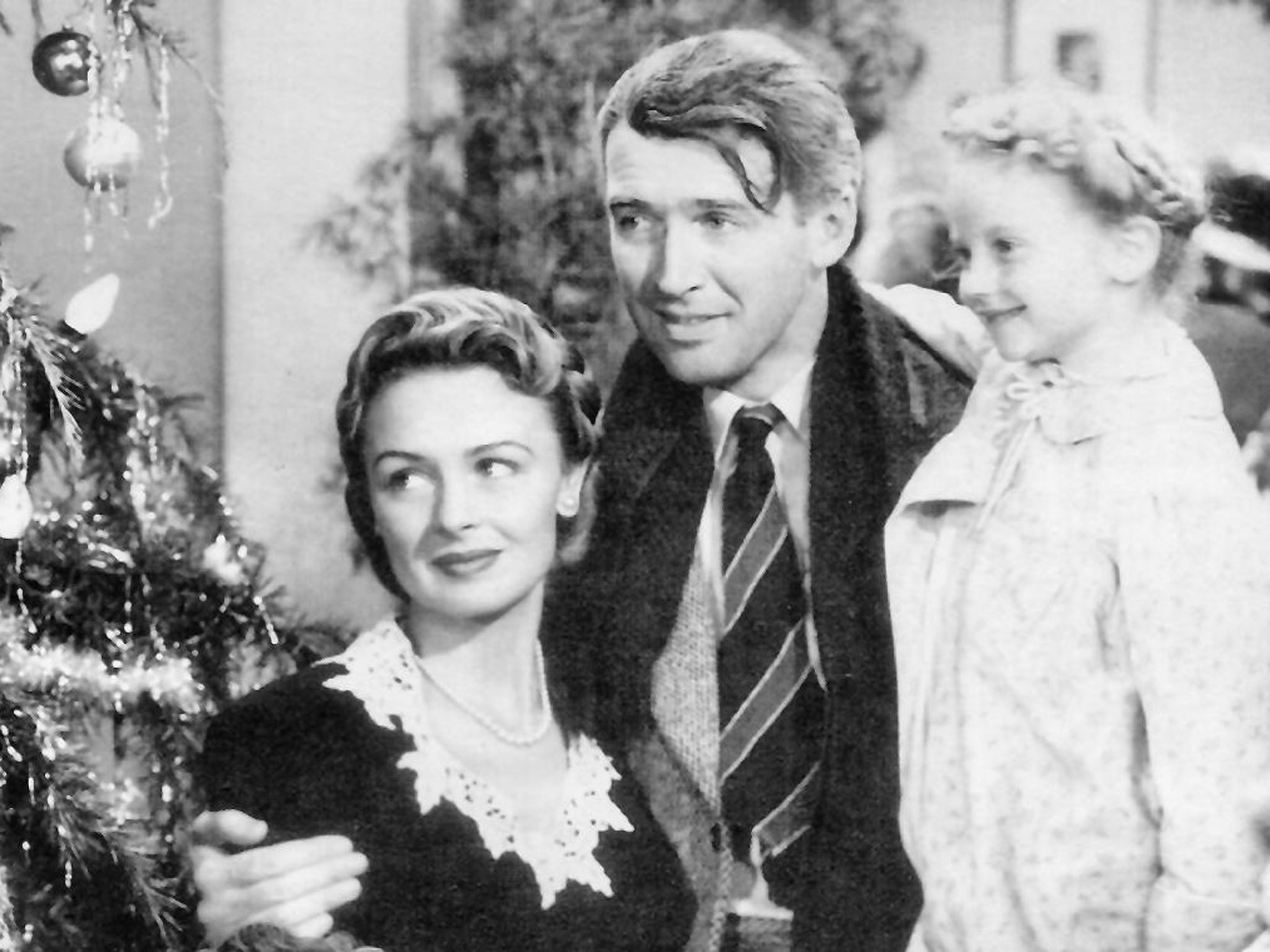
George Bailey (James Stewart), Mary Bailey (Donna Reed) och deras yngsta dotter Zuzu (Karolyn Grimes).

Livet är underbart (engelska: It's a Wonderful Life) är en amerikansk dramafilm från 1946 i regi av Frank Capra. Filmen är baserad på novellen The Greatest Gift, som Philip Van Doren Stern skrev 1939 och publicerade 1943. I huvudrollerna ses James Stewart och Donna Reed. Filmen har blivit en julfilmsklassiker sedan den traditionellt sänds på TV under julhelgen, framförallt i USA, men även i Sverige.
Filmen nominerades till fem Oscars, inklusive bästa film och räknas av American Film Institute som en av de 100 bästa amerikanska filmer som någonsin gjorts. Capra avslöjade 1978 att filmen var hans personliga favorit bland de han regisserat samt att han visade den för sin familj varje jul.

## Handling
När filmen tar sin början möter vi den inte helt fullärde ängeln Clarence Odbody (spelad av Henry Travers) som får ett uppdrag som han måste klara av innan han kan bli en fullfjädrad ängel. Clarence måste hjälpa George Bailey (James Stewart), en man som genom att hjälpa sin hemstad och dess innevånare försakat sig själv och sina drömmar. Han överväger nu självmord på självaste julafton för att han tror att alla omkring honom skulle få det bättre utan honom.
Efter att ha fått se vad som hänt tidigare i Georges liv (samtidigt visas tittarna också vad som har hänt) beger sig Clarence ner till jorden för att hjälpa George i hans nöd. Han gör detta genom att transportera George Bailey till en alternativ verklighet där George själv aldrig existerat. Då märker George att alla i hans närhet hade haft det värre om det inte hade varit för honom, hans handlingar och livsval. Varje människa påverkar med sin blotta existens mer än vad denne själv kan förstå.
George Bailey återvänder till den riktiga världen med förnyad livsgnista och märker att hela staden gått man ur huse för att rädda honom från den penningknipa han befunnit sig i. Georges situation ordnar därmed upp sig likt ett mirakel och med sitt uppdrag genomfört kan Clarence äntligen få sina vingar.
Clarence lämnar en julklapp som minne, boken Tom Sawyers äventyr med inskriptionen; "Käre George: Kom ihåg att den som har vänner aldrig är misslyckad. Tack för vingarna! Kära hälsningar, Clarence." Till tonerna av "Auld Lang Syne" lämnar vi George Bailey, omgiven av familj och vänner. Han har insett att även om livet inte blev just så som han hade tänkt sig, så är livet underbart.

## Rollista i urval
- James Stewart - George Bailey
- Donna Reed - Mary Hatch
- Henry Travers - Angel Clarence Odbody, AS2 (Angel Second Class)
- Lionel Barrymore - Mr. Potter
- Thomas Mitchell - farbror Billy Bailey
- Beulah Bondi - Mrs. Bailey
- Frank Faylen - Ernie Bishop, taxichaufför
- Ward Bond - Bert, polis
- Gloria Grahame - Violet Bick
- H.B. Warner - Mr. Gower
- Todd Karns - Harry Bailey
- Samuel S. Hinds - Peter "Pop" Bailey
- Lillian Randolph - Annie, jungfrun
- Frank Albertson - Sam Wainwright
- Virginia Patton - Ruth Dakin Bailey, Harrys hustru
- Mary Treen - kusin Tilly
- Charles Williams - kusin Eustace
- Sarah Edwards - Marys mor
- William Edmunds - Mr. Giuseppe Martini
- Argentina Brunetti - Mrs. Martini
- Harold Landon - Marty Hatch
- Bobby Anderson - George Bailey som barn
- Ronnie Ralph - Sam Wainwright som barn
- Jean Gale - Mary Hatch som barn
- Jeanine Ann Roose - Violet Bick som barn
- George Nokes - Harry Bailey som barn
- Danny Mummert - Marty Hatch som barn
- Sheldon Leonard - Nick, bartender
- Frank Hagney - Potters medhjälpare
- Ray Walker - Joe, biträde i väskbutiken
- Charles Lane - Potters hyresinkasserare
- Larry Simms - Pete Bailey
- Carol Coomes - Janie Bailey
- Jimmy Hawkins - Tommy Bailey
- Karolyn Grimes - Zuzu Bailey

Ej krediterade
- Charles Halton - Mr. Carter, bankinspektör
- Harry Holman - Mr. Partridge, high school-rektor
- Carl Switzer - Freddie, Marys irriterande high school-kavaljer
- Mark Roberts - Mickey, high school-elev med nyckel till poolen
- Dick Elliott - tjock man på veranda
- Tom Fadden - brovakt
- Stanley Andrews - Mr. Welch, lärarens make
- Al Bridge - polis som skall arrestera George Bailey

## Om filmen
Den ursprungliga berättelsen, The Greatest Gift, skrevs av författaren Philip Van Doren Stern i november 1939. Efter att ha misslyckats med att få berättelsen publicerad bestämde han sig för att göra det själv, i form av ett julkort. Han skickade sedan ut 200 kort till familj och vänner i december 1943.
Berättelsen uppmärksammades av RKO producenten David Hempstead, som visade den för Cary Grants Hollywood-agent och i april 1944 köpte RKO Pictures rättigheterna till berättelsen, med syfte att använda den för Grant. RKO tog sedan fram tre otillfredsställande manuskript innan de skrinlade planerna på filmen och Grant gick istället vidare med att göra en annan julfilm, Ängel på prov. RKO:s studiochef Charles Koerner föreslog att Frank Capra skulle läsa The Greatest Gift, som omedelbart såg dess potential. RKO som var angelägna om att bli av med projektet, sålde rättigheterna och manuskripten till Capras produktionsbolag Liberty Films, 1945. Capra satte tillsammans med ett gäng författare igång med att "polera" manuskriptet och han döpte sedan sitt filmmanus till Livet är underbart.
I Seneca Falls i Seneca County, New York hävdar man att Frank Capra under sitt besök i deras stad 1945, blev inspirerad att modellera filmens Bedford Falls efter det. Staden arrangerar årligen en Livet är underbart-festival i december.
Filmen hade biopremiär i USA den 20 december 1946. Den hade Sverigepremiär på biograf Spegeln i Stockholm den 4 augusti 1947.
Den blev nominerad till fem Oscars (däribland bästa film, bästa regi och bästa manliga huvudroll) och Capra erhöll en Golden Globe för bästa regi, men filmen fick ett svalare mottagande av biopubliken. Då filmens upphovsrätt inte förnyades 1974 och den därmed blev gratis för vem som helst att visa, blev den  i juletider en klassiker i amerikansk TV.
Filmen har visats i SVT, bland annat 1997 och nästan varje de senaste decennierna. Senast visad julafton 2024.

## Musik i filmen
- "Buffalo Gal (Won't You Come Out Tonight)", av Cool White
- "Adeste Fidelis (O Come All Ye Faithful)", musik av John Reading
- "Twinkle, Twinkle, Little Star", Trad.
- "Charleston" (1923), musik av James P. Johnson
- "My Wild Irish Rose" (1899), av Chauncey Olcott, sjungs av Billy Bailey
- "Avalon" (1920), musik av Vincent Rose (baserad på "E lucevan le stelle" från operan "Tosca" av Giacomo Puccini)
- "Wedding March" (1843), från "En midsommarnattsdröm" av Felix Mendelssohn-Bartholdy
- "Stars and Stripes Forever" (1897), av John Philip Sousa, sjungs av George, Tilly och Eustace
- "Song of the Islands", av Charles E. King
- "I Love You Truly" (1906), av Carrie Jacobs Bond, sjungs av Bert och Ernie
- "This Is the Army, Mr. Jones" (1943), av Irving Berlin
- "When Johnny Comes Marching Home" (1863), musik av Louis Lambert
- "Hark! The Herald Angels Sing" (pub. 1856), musik av Felix Mendelssohn-Bartholdy (1840)
- "Hymn" (1730), av Charles Wesley, sjungs av Janie
- "Vieni, vieni" (1884), musik av Vincent Scotto, text av Henri Varna och Georges Koger
- "King Porter Stomp", av Ferdinand 'Jelly Roll' Morton
- "Auld Lang Syne" (1788), av Robert Burns
- "O Sole Mio", av Eduardo Di Capua

## Adaptioner
- Avsnittet "Shredderville" (1989) i 1987 års animerade Turtlesserie är löst baserat på filmen. I avsnittet börjar sköldpaddorna, sedan Shredder återigen kommit undan, undra om det vore bättre om de aldrig fötts. Samma natt drömmer om en alternativ historia där de aldrig existerat, och Shredder blivit borgmästare i New York och döpt om staden till "Shredderville".[7]